# Levande begravning
Levande begravning, eller med en äldre svensk term kvick i jord, är en historisk avrättningsmetod, som innebar att den dömde begravdes levande ("kvick" med dåtidens språkbruk).

## Sverige
Under medeltiden tillämpades denna avrättningsmetod i Sverige för en del brott. Bland annat för stöld, dock endast för kvinnor, medan män hängdes för samma brott. Det gällde dock endast för stöld för mer än en marks värde. Den dömde begravdes då med en planka lagd över huvudet, vilken skapade en luftficka och ansågs mildra straffet. Orsaken till att kvinnor inte blev hängda skulle ha varit att de under hängningen kunde sparka upp kjolarna med benen så att könet blottades. Även män kunde dömas till att avrättas på detta sätt, men då som straff för tidelag.

### Stockholm
Endast några fall där kvinnor avrättats genom levande begravning för stöld finns dock bekräftade i Stockholms tänkebok. Första kända fallet härrör från 9 oktober 1476 då   pigan Margit av rådhusrätten dömdes till kvick i jord för stöld. Den 2 december 1482 dömdes "stortjuven" Peder Mattson till hängning och hans fru "i jorden" för stöld. Den 30 juni 1488 dömdes pigan Katarina för att ha stulit 16 mark av sin husbonde; och då Katarina erkände brottet, "Thy dömbdes hon quick i jordh seties, Pie Memorie". Det sista bekräftade fallet i Stockholm var Gunilla från Kimito i Finland, som stulit en kittel och bränt ned ett hus för en bonde i Solna. Hon uppgav i häktet att hon skulle bränna ned hela Väsby om hon bara kom lös. Den 1 juni 1489 dömdes hon "kvick i jord" för stöld och mordbrand.
Den sista gången denna dom avkunnades i Stockholm under medeltiden var den 7 januari 1499, då pigan Margit Pedersdotter från Tavastland dömdes till att begravas levande för att ha stulit en kjol och lite annat från sin matmor. Straffet verkställdes dock inte eftersom drottningen, Kristina av Sachsen, enligt protokollet bad om nåd för henne. 
År 1546 dömdes Magdalena, änka efter Jörgen Asktappare, till döden i Stockholm för att ha yxmördat sin man i sängen efter att ha druckit honom berusad. Två män, Jacob Trappow och "en gammal man", som hjälpt henne placera det styckade liket i en tunna och välta det i sjön, blev avrättade genom stegling, och Magdalena anses ha blivit avrättad antingen genom att brännas på bål eller begravas levande, men det är inte känt vilken av dessa metoder som slutligen användes vid hennes avrättning. År 1580 döms också enligt tänkeboken Mats Hinrichson till rådbråkning och hans "shonekone" till detta straff efter det han lägrat henne efter sin hustrus död. Man vet heller inte här om straffet exekverades

### Övriga Sverige
I övriga Sverige förekom sådana avrättningar, om än ytterst sällsynt, för andra brott så sent som på 1600-talet. År 1615 dömdes den 18-årige drängen Tiufrid från Sunnebo härad av ståthållaren i Jönköping att bli levande lagd i stort rör "tillhopa" med djuret. Domen exekverades påföljande år 1616 på Kinnevalds härads vinterting i Kalsvik. Brottet var tidelag. I Virestads socken finns en gammal legend om en kvinna, Kaja, som ska ha begravts levande för tidelag med ett barn som hon anklagades för att ha fått tillsammans med en tjur, något som ska ha hänt före år 1659. 
År 1623 ändrade också Karl IX:s änkedrottning Kristina av Holstein-Gottorp domen för en kvinna som förlupit sin man att utstå detta straff. Änkedrottningen konstaterade att domen var rättvis och borde andra till varnagel fullkomnas men menade att det var bättre att hon halshöggs då straffet inte längre var i bruk. Däremot kan straffet ha verkställts år 1639 då tjuvkonan Kerstin Persdotter enligt Södertälje stads domböcker för stöld, mordbrand och trolldom dömdes antingen "till kvick i jord" eller till elden å båle brinna". År 1644 dömde rådhusrätten i Växjö bödeln Nils Bock till hängning och hans hustru till "kvick i jorden gravas" för stöld; straffet blev dock mildrat av hovrätten. Det samma gällde för en kvinna som Östra härads ting i Njudung år 1662 dömdes till detta straff för dubbelt hor.
Den 27 februari 1616 blev Brita i Klosterströmmen, Vartofta härad och hennes kumpan Måns i Kyrkarp dömda för en mängd stölder från marknader i bland annat Falköping och Hjo. Måns dömdes till hängning och Brita att "sättias quick i jord".
Den allra sista gången detta bestraffningssätt nämns i svenska domhandlingar, om än i ett annat sammanhang, härrör från Sunnerbo dombok 1712 då pesten härjade i området. Enligt protokollet ska Kerstin Gudmunsdotter under "skrik och jämmer" lagts ner med våld i en kista. Hon räddades dock i sista stund av den småländska allmogen.